# Sông Obi
Sông Obi (tiếng Nga: Обь), là một con sông chính ở miền tây Siberi, Nga, đồng thời là con sông dài thứ tư tại quốc gia này.
Người Khanty gọi con sông này là As (sông lớn), Yag, Kolta và Yema; đối với người Nenets thì nó là Kolta hay Kuay; còn đối với người Tatar Siberi thì nó là Umar hay Omar.
Sông Obi được hình thành tại Altai krai, 13 km (8 dặm) về phía tây nam Biysk, do sự hợp lưu của hai con sông Biya và Katun. Cả hai con sông này đều bắt nguồn từ trong dãy núi Altay. Sông Biya, dài 301 km (187 dặm), chảy ra từ hồ Teletskoye, còn sông Katun dài 688 km (427 dặm), chảy ra từ một sông băng trên núi Byelukha. Sông Obi chảy ngoằn ngoèo về phía tây và bắc cho đến khi lên tới vĩ độ 55° bắc, tại đây nó uốn cong về phía tây bắc, và một lần nữa theo hướng bắc, và cuối cùng quay về hướng đông bắc để đổ vào vịnh Obi, một vịnh dài 966 km (600 dặm) của biển Kara, nối liền vào Bắc Băng Dương.
Con sông này bị chia sẻ thành nhiều hơn một nhánh, đặc biệt là sau khi có sự hợp lưu của sông Irtysh ở khoảng 69° kinh đông. Bắt nguồn từ Trung Quốc, sông Irtysh trên thực tế là dài hơn sông Obi khi tính từ đầu nguồn tới chỗ hợp lưu. Từ đầu nguồn sông Irtysh tới cửa sông Obi, dòng chảy của hệ thống sông này là dài nhất tại Nga với chiều dài 5.410 km (3.362 dặm). Các sông nhánh đáng chú ý có: từ phía đông là các sông như Tom, Chulym, Ket, Tym và Vakh; còn từ phía tây và nam là Vasyugan, Irtysh (với các nhánh là Ishim và Tobol) và Sosva.
Các vùng thuận tiện cho giao thông đường thủy trong lưu vực của nó đạt tổng chiều dài 14.967 km (9.300 dặm). Theo đường sông Turn, một chi lưu của sông Tobol, nó đảm bảo sự nối liền với tuyến đường sắt Ekaterinburg-Perm tại Tyumen, và vì thế được liên kết với sông Kama và sông Volga ở miền tây nước Nga. Độ dài của nó tính từ đầu sông Katun là 3.650 km (2.268 dặm), còn diện tích lưu vực, ước tính theo các nguồn khác nhau, đạt 2,6-2,99 triệu km² (1-1,15 triệu dặm²).
Cảng sông lớn nhất nằm trên sông Irtysh tại Omsk, với liên kết tới đường sắt xuyên Siberi.
Cuối thế kỷ 19, kênh đào Obi-Enisei, sử dụng hệ thống các chi lưu của sông Ket (bao gồm các sông nhánh như Lomovataya, Kas), với chiều dài tổng cộng 900 km (560 dặm), đã được xây dựng để kết nối sông Obi với sông Enisei-con sông dài thứ 5 trên thế giới, nhưng bị bỏ rơi nhanh chóng do không thể canh tranh được với vận tải đường sắt.
Vùng lưu vực sông Obi bao gồm chủ yếu là địa hình thảo nguyên, taiga, đầm lầy, tundra (lãnh nguyên) và bán sa mạc. Vùng đồng bằng ngập lụt của sông Obi được đặc trưng bằng nhiều sông nhánh và hồ.
Sông Obi bị đóng băng ở phía nam Barnaul trở đi kể từ đầu tháng 11 cho tới gần cuối tháng 4 năm sau, còn ở phía bắc Salekhard, 160 km (100 dặm) tính từ cửa sông, thì từ cuối tháng 10 cho tới đầu tháng 6 năm sau. Các đoạn trung lưu của nó có thể đi lại bằng tàu thủy chạy bằng động cơ hơi nước kể từ năm 1845.

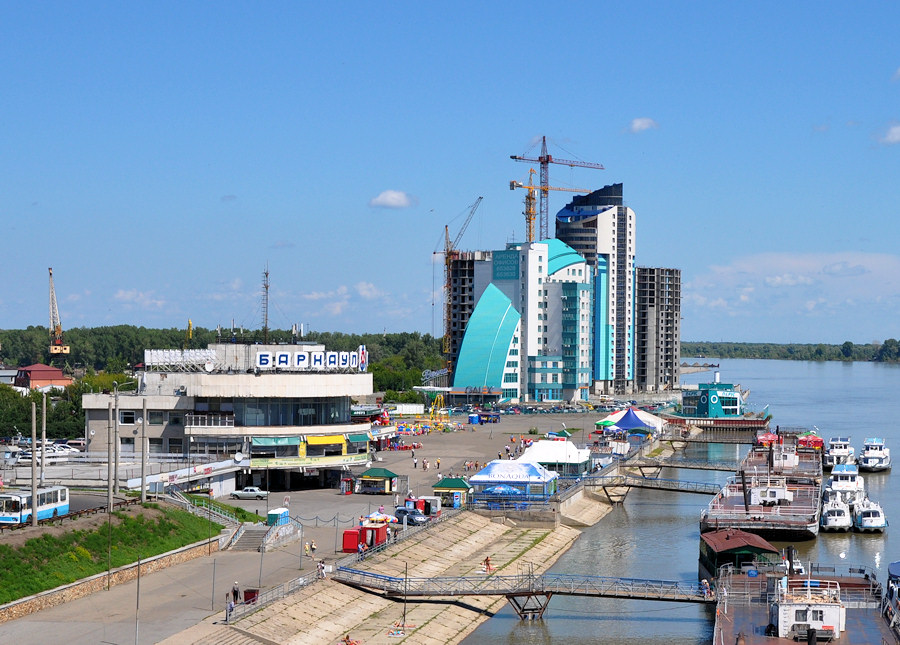
Sông Obi tại Barnaul.

Một đập ngăn nước đã được xây dựng gần Novosibirsk năm 1956, nó tạo ra hồ nước nhân tạo lớn nhất tại khu vực Siberi, gọi là hồ chứa nước Novosibirsk.
Sông Obi được sử dụng chủ yếu cho mục đích thủy lợi, cung cấp nước uống, thủy điện và nghề cá. Trong con sông này có trên 50 loài cá sinh sống, một nửa trong số đó có ý nghĩa đối với công nghiệp đánh cá.
Các thành phố dọc theo sông Obi có:
- Barnaul
- Novosibirsk (thành phố lớn thứ ba của Nga)
- Kolpashevo
- Nizhnevartovsk
- Surgut
- Salekhard